# Оздобник зеленоволий
Оздобник зеленоволий (Lophorina superba) — вид горобцеподібних птахів родини дивоптахових (Paradisaeidae).

## Поширення
Вид поширений у гірських лісах на заході Нової Гвінеї на висоті понад 2000 метрів над рівнем моря. Зустрічається цей вид також на ділянках лісу між культивованими землями, наприклад, садами.

## Опис
Дрібний птах. Тіло завдовжки 23 см, вага — 80 г. Забарвлення самиці строкате (коричнево-біло-сіре), а самця шовковисто-чорне, але на грудях розташоване бірюзове пір'я. Самиця трохи дрібніша від самця.

## Спосіб життя
Птахи живуть або поодинці, або рідше тримаються парами. Харчуються насінням, комахами, дрібними плодами з дерев. Іноді здатні зловити дрібних жаб або ящірок.

## Розмноження
Самці полігамні — можуть спаровуватися з декількома самицями. Під час шлюбного періоду птахи збираються у невеликі зграї і самці починають заводити шлюбний танець, видаючи крики і залучаючи самицю. Під час танцю самець розправляє свої крила, бірюзове пір'я на грудях і перетворюється на чорну кулю з контрастним бірюзовим щитом на грудях і яскравими плямами від очей. Після танцю самиця оцінює самця і приймає своє рішення. Вчені припускають, що насправді самиця оцінює не стільки сам танець самця, скільки стан бірюзового пір'я. Саме за кольором оперення самиця визначає наскільки готовий самець до спаровування.
Самиці самостійно будують гнізда на деревах, висиджують яйця і займаються пташенятами. В одній кладці, зазвичай, одне або два яйця.